# Iceland International 2007
Die Iceland International 2007 im Badminton fanden vom 8. bis zum 11. November 2007 in Reykjavík statt.

## Sieger und Platzierte
| Disziplin    | Gold                                          | Silber                                | Bronze                                   |
| ------------ | --------------------------------------------- | ------------------------------------- | ---------------------------------------- |
| Herreneinzel | Peter Koukal                                  | Marco Vasconcelos                     | Christopher Bruun Jensen                 |
| Herreneinzel | Peter Koukal                                  | Marco Vasconcelos                     | Jan Fröhlich                             |
| Dameneinzel  | Ragna Ingólfsdóttir                           | Trine Niemeier                        | Tinna Helgadóttir                        |
| Dameneinzel  | Ragna Ingólfsdóttir                           | Trine Niemeier                        | Kati Tolmoff                             |
| Herrendoppel | Peter Hasbak Jonas Glyager Jensen             | Kristoffer Stampe Morten Spurr Madsen | Tryggvi Nielsen Magnús Ingi Helgason     |
| Herrendoppel | Peter Hasbak Jonas Glyager Jensen             | Kristoffer Stampe Morten Spurr Madsen | Christopher Bruun Jensen Morten Kronborg |
| Damendoppel  | Katrín Atladóttir Ragna Ingólfsdóttir         | Sara Jónsdóttir Tinna Helgadóttir     | Julie Ryttov Maria Thorberg              |
| Damendoppel  | Katrín Atladóttir Ragna Ingólfsdóttir         | Sara Jónsdóttir Tinna Helgadóttir     | Karina Jørgensen Liv Hjordt Hansen       |
| Mixed        | Jonas Glyager Jensen Maria Kaaberbøl Thorberg | Peter Mørk Trine Niemeier             | Theis Christiansen Liv Hjordt Hansen     |
| Mixed        | Jonas Glyager Jensen Maria Kaaberbøl Thorberg | Peter Mørk Trine Niemeier             | Peter Hasbak Julie Ryttov                |

## Ergebnisse

### Herreneinzel Qualifikation
- Theis Christiansen –  Arthur Geir Josefsson: 21-9 / 21-9
- Mads Conrad-Petersen –  Orri Orn Arnason: 21-4 / 21-8
- Daniel Thomsen –  Tomas Bjorn Gudmundsson: 21-16 / 21-9
- Martin Kragh –  Heioar Sigurjonsson: 21-11 / 21-4
- Peter Zsoldos –  Kjartan Valsson: 17-21 / 21-14 / 21-15
- Theis Christiansen –  Einar Oskarsson: 21-10 / 21-7
- Mads Conrad-Petersen –  Daniel Thomsen: 21-8 / 21-5
- Martin Kragh –  Bjarki Stefansson: 21-17 / 21-10
- Robert Thor Henn –  Peter Zsoldos: 21-18 / 11-21 / 21-12

### Herreneinzel
- Petr Koukal –  Magnús Ingi Helgason: 21-10 / 21-6
- Pedro Yang –  Alexander Sim: 21-14 / 16-21 / 21-16
- Mads Conrad-Petersen –  Raj Popat: 21-9 / 11-5 Ret.
- Jürgen Koch –  Kristóf Horváth: 21-6 / 21-4
- Theis Christiansen –  Morten Spurr Madsen: 22-20 / 16-21 / 21-17
- Kaveh Mehrabi –  Paolo Viola: 21-16 / 21-8
- Christopher Bruun Jensen –  Giovanni Traina: 21-16 / 21-15
- Steinar Klausen –  Robert Thor Henn: 21-12 / 21-10
- Mattias Wigardt –  Klaus Raffeiner: 21-19 / 21-9
- Pavel Florián –  Atli Jóhannesson: 21-14 / 23-25 / 21-11
- Marco Vasconcelos –  Martin Kragh: 21-18 / 21-15
- Morten Kronborg –  Tryggvi Nielsen: 21-17 / 21-13
- Niklas Hoff –  Henrik Tóth: 21-13 / 21-6
- Jan Fröhlich –  Erick Anguiano: 21-14 / 21-16
- Emil Vind –  Chusnul Susi: w.o.
- Vittorio Tortorano –  Andrés Corpancho: w.o.
- Petr Koukal –  Emil Vind: 21-13 / 21-14
- Mads Conrad-Petersen –  Pedro Yang: 21-12 / 21-16
- Jürgen Koch –  Theis Christiansen: 21-9 / 22-20
- Christopher Bruun Jensen –  Kaveh Mehrabi: 21-13 / 21-6
- Mattias Wigardt –  Steinar Klausen: 21-15 / 21-11
- Marco Vasconcelos –  Pavel Florián: 21-9 / 18-21 / 21-13
- Morten Kronborg –  Vittorio Tortorano: 21-13 / 21-12
- Jan Fröhlich –  Niklas Hoff: 21-12 / 18-21 / 21-19
- Petr Koukal –  Mads Conrad-Petersen: 21-15 / 21-12
- Christopher Bruun Jensen –  Jürgen Koch: 15-21 / 21-16 / 21-16
- Marco Vasconcelos –  Mattias Wigardt: 20-22 / 21-17 / 21-18
- Jan Fröhlich –  Morten Kronborg: 21-7 / 19-21 / 21-11
- Petr Koukal –  Christopher Bruun Jensen: 21-9 / 21-12
- Marco Vasconcelos –  Jan Fröhlich: 21-13 / 21-19
- Petr Koukal –  Marco Vasconcelos: 21-17 / 21-16

### Dameneinzel
- Emelie Fabbeke –  Snjólaug Jóhannsdóttir: 21-15 / 21-9
- Karina Jørgensen –  Halldora Elin Johannsdottir: 21-14 / 21-12
- Tinna Helgadóttir –  Nina Weckström: 21-16 / 22-20
- Shannon Pohl –  Elin Thora Eliasdottir: 21-12 / 21-7
- Trine Niemeier –  Sunna Osp Runolfsdottir: 21-4 / 21-11
- Lotte Bonde –  Thorbjorg Kristinsdottir: 21-12 / 21-18
- Katrín Atladóttir –  Sara Blengsli Kværnø: 21-19 / 21-18
- Sara Jónsdóttir –  Ruth Kilkenny: 21-11 / 17-21 / 21-14
- Camilla Overgaard –  Anna Margret Gudmundsdottir: 21-7 / 21-5
- Christina Andersen –  Rakel Jóhannesdóttir: 21-4 / 21-14
- Ragna Ingólfsdóttir –  Stephanie Romen: 21-5 / 21-9
- Lauren Todt –  Hrefna Ros Matthiasdottir: 21-10 / 21-12
- Sophia Hansson –  Hanna Maria Gudbjartsdottir: 21-9 / 21-14
- Kati Tolmoff –  Karitas Ósk Ólafsdóttir: 21-8 / 21-2
- Birgitta Ran Asgeirdsottir –  Jie Meng: w.o.
- Tinna Helgadóttir –  Karina Jørgensen: 22-20 / 22-20
- Trine Niemeier –  Shannon Pohl: 15-21 / 21-10 / 21-12
- Katrín Atladóttir –  Lotte Bonde: 21-12 / 21-17
- Camilla Overgaard –  Sara Jónsdóttir: 21-15 / 21-17
- Ragna Ingólfsdóttir –  Christina Andersen: 21-7 / 21-12
- Lauren Todt –  Birgitta Ran Asgeirdsottir: 21-18 / 21-15
- Kati Tolmoff –  Sophia Hansson: 21-10 / 21-10
- Emelie Fabbeke –  Agnese Allegrini: w.o.
- Tinna Helgadóttir –  Emelie Fabbeke: 19-21 / 22-20 / 21-19
- Trine Niemeier –  Katrín Atladóttir: 21-17 / 21-15
- Ragna Ingólfsdóttir –  Camilla Overgaard: 21-13 / 21-11
- Kati Tolmoff –  Lauren Todt: 21-8 / 21-7
- Trine Niemeier –  Tinna Helgadóttir: 21-10 / 21-8
- Ragna Ingólfsdóttir –  Kati Tolmoff: 21-14 / 21-5
- Ragna Ingólfsdóttir –  Trine Niemeier: 21-11 / 21-3

### Herrendoppel
- Tryggvi Nielsen /  Magnús Ingi Helgason –  Niklas Hoff /  Peter Mørk: 15-21 / 21-18 / 21-9
- Peter Hasbak /  Jonas Glyager Jensen –  Kjartan Valsson /  Tomas Bjorn Gudmundsson: 21-7 / 21-9
- Enrico Galeani /  Vittorio Tortorano –  Heioar Sigurjonsson /  Robert Thor Henn: 21-16 / 21-16
- Kristoffer Stampe /  Morten Spurr Madsen –  Bjarki Stefansson /  Atli Jóhannesson: 21-12 / 21-12
- Kristóf Horváth /  Henrik Tóth –  Orri Orn Arnason /  Daniel Thomsen: 21-16 / 26-24
- Christopher Bruun Jensen /  Morten Kronborg –  Arthur Geir Josefsson /  Einar Oskarsson: 21-10 / 21-11
- Giovanni Traina /  Luigi Izzo –  Chusnul Susi /  Steinar Klausen: w.o.
- Tryggvi Nielsen /  Magnús Ingi Helgason –  Erick Anguiano /  Pedro Yang: 21-15 / 23-21
- Peter Hasbak /  Jonas Glyager Jensen –  Enrico Galeani /  Vittorio Tortorano: 21-10 / 21-8
- Christopher Bruun Jensen /  Morten Kronborg –  Giovanni Traina /  Luigi Izzo: 21-11 / 21-17
- Kristoffer Stampe /  Morten Spurr Madsen –  Kristóf Horváth /  Henrik Tóth: w.o.
- Peter Hasbak /  Jonas Glyager Jensen –  Tryggvi Nielsen /  Magnús Ingi Helgason: 21-19 / 21-13
- Kristoffer Stampe /  Morten Spurr Madsen –  Christopher Bruun Jensen /  Morten Kronborg: 21-16 / 21-16
- Peter Hasbak /  Jonas Glyager Jensen –  Kristoffer Stampe /  Morten Spurr Madsen: 21-16 / 18-21 / 21-18

### Damendoppel
- Julie Ryttov /  Maria Thorberg –  Birgitta Ran Asgeirdsottir /  Karitas Ósk Ólafsdóttir: 21-8 / 21-17
- Karina Jørgensen /  Liv Hjort Hansen –  Anna Margret Gudmundsdottir /  Thorbjorg Kristinsdottir: 21-11 / 21-16
- Ragna Ingólfsdóttir /  Katrín Atladóttir –  Camilla Overgaard /  Lotte Bonde: 21-13 / 21-17
- Sara Jónsdóttir /  Tinna Helgadóttir –  Emelie Fabbeke /  Sophia Hansson: 22-20 / 16-21 / 21-14
- Julie Ryttov /  Maria Thorberg –  Snjólaug Jóhannsdóttir /  Halldora Elin Johannsdottir: 21-17 / 21-13
- Karina Jørgensen /  Liv Hjort Hansen –  Hrefna Ros Matthiasdottir /  Hanna Maria Gudbjartsdottir: 21-14 / 21-8
- Ragna Ingólfsdóttir /  Katrín Atladóttir –  Jie Meng /  Valeria Rivero: w.o.
- Sara Jónsdóttir /  Tinna Helgadóttir –  Julie Ryttov /  Maria Thorberg: 21-13 / 21-19
- Ragna Ingólfsdóttir /  Katrín Atladóttir –  Karina Jørgensen /  Liv Hjort Hansen: 21-12 / 21-8
- Ragna Ingólfsdóttir /  Katrín Atladóttir –  Sara Jónsdóttir /  Tinna Helgadóttir: 21-18 / 21-23 / 21-17

### Mixed
- Theis Christiansen /  Liv Hjort Hansen –  Einar Oskarsson /  Thorbjorg Kristinsdottir: 21-9 / 21-12
- Peter Mørk /  Trine Niemeier –  Atli Jóhannesson /  Snjólaug Jóhannsdóttir: 21-12 / 21-14
- Arthur Geir Josefsson /  Halldora Elin Johannsdottir –  Steinar Klausen /  Sara Blengsli Kværnø: 21-17 / 20-22 / 21-18
- Jonas Glyager Jensen /  Maria Thorberg –  Bjarki Stefansson /  Hrefna Ros Matthiasdottir: 21-9 / 21-9
- Magnús Ingi Helgason /  Tinna Helgadóttir –  Daniel Thomsen /  Hanna Maria Gudbjartsdottir: 21-10 / 21-10
- Peter Hasbak /  Julie Ryttov –  Orri Orn Arnason /  Birgitta Ran Asgeirdsottir: 21-16 / 21-11
- Peter Mørk /  Trine Niemeier –  Arthur Geir Josefsson /  Halldora Elin Johannsdottir: 21-9 / 21-15
- Jonas Glyager Jensen /  Maria Thorberg –  Magnús Ingi Helgason /  Tinna Helgadóttir: 21-12 / 21-11
- Peter Hasbak /  Julie Ryttov –  Paolo Viola /  Stephanie Romen: 21-5 / 21-9
- Theis Christiansen /  Liv Hjort Hansen –  Andrés Corpancho /  Valeria Rivero: w.o.
- Peter Mørk /  Trine Niemeier –  Theis Christiansen /  Liv Hjort Hansen: 21-14 / 21-11
- Jonas Glyager Jensen /  Maria Thorberg –  Peter Hasbak /  Julie Ryttov: 21-13 / 21-15
- Jonas Glyager Jensen /  Maria Thorberg –  Peter Mørk /  Trine Niemeier: 21-9 / 18-21 / 21-14